# Yoona
Yoona (* 30. Mai 1990 in Seoul), vollständiger Name Lim Yoona, ist eine südkoreanische Sängerin, Tänzerin, Schauspielerin und Mitglied der Gruppe Girls’ Generation. Ihr Schauspieldebüt gab sie 2007 in dem K-Drama 9 End 2 Outs.

## Leben
Yoona wurde am 30. Mai 1990 in der südkoreanischen Hauptstadt Seoul geboren. 2002 sang sie bei der S.M. Saturday Open Audition vor und wurde so Mitglied des Unternehmens. Sie wurde von S.M. Entertainment in den Bereichen Schauspielerei, Singen und Tanzen ausgebildet.
Am 11. Februar 2009 schloss Yoona die Daeyeong High School (대영고등학교) in Seoul ab. Aktuell besucht sie die Dongguk University in Seoul im Bereich Theater und Musik.
Yoona ist ledig und hat die Blutgruppe B. Zudem ist sie Mitglied von 문미엔 (Munmien), einer christlichen Gruppierung von Stars aus der kulturellen Unterhaltungsbranche, die zusammenkommt, um gemeinsam zu beten.

### Karriere
Während ihrer Zeit als Trainee bei S.M. Entertainment und noch vor ihrer Mitgliedschaft in Girls’ Generation ab 2007, partizipierte Yoona in einigen Werbeclips und modelte für verschiedene Magazine. Mittlerweile drehte Yoona unter anderem Werbespots für Clean & Clear, Innisfree Cosmetics und S-Oil. Außerdem trat sie in einigen Musikvideos anderer Künstler von SM Town auf.
Yoona gab ihr Schauspieldebüt 2007 in der Seifenoper 9 End 2 Outs. 2008 spielte sie in zwei Episoden der Dramaserie Cheonhailsaek Bakjeonggeum mit, bevor sie ihre erste Hauptrolle in der Soap Neoneun Nae Unmyeong spielte. Die Sendung war in Südkorea sehr populär und erreichte einen Marktanteil am Gesamtpublikum von bis zu 41,5 %. Für ihre Rolle als Jang Sae-byeok in Neoneun Nae Unmyeong erhielt sie einige nennenswerte Preise. 2009 spielte Yoona in der Dramaserie Cinderella Man an der Seite von Kwon Sang-woo eine Hochschulabsolventin einer renommierten Pariser Modeschule, die nach Südkorea zurückkehrt und sich dort als Angestellte durchkämpft, als ihr Vater plötzlich verstirbt.
2010 gehörte Yoona zur Besetzung der Variety-Show 패밀리가 떴다2 (Family Outing Staffel 2) des Senders SBS. Die Ausstrahlung der Staffel endete am 11. Juli 2010.
Gemeinsam mit ihren Bandkolleginnen Seohyun und Yuri trat sie in dem Musikvideo zu „Caribbean Bay (Cabi)“ („캐리비안 베이 (캐비)“) an der Seite von 2PMs Taecyeon, Nichkhun und Chansung auf. Der Song stammt von Girls’ Generation und 2PM und gehört zur großangelegten Werbekampagne von Everlands Wasserpark Caribbean Bay.
Am 30. August 2010 wurde Yoonas erster Solo-Song „Innisfree Day“ veröffentlicht, das Werbelied für eine Taschentücher-Kampagne von Innisfree Cosmetics. 2020 endete Yoonas Vertrag mit Innisfree, einer Kosmetikmarke von Amorepacific, die mit natürlicher Heilung der Insel Jeju wirbt. Über elf Jahre war sie das Gesicht der Marke.
2019 spielte sie die Hauptrolle in der Actionkomödie Exit.

### Girls’ Generation

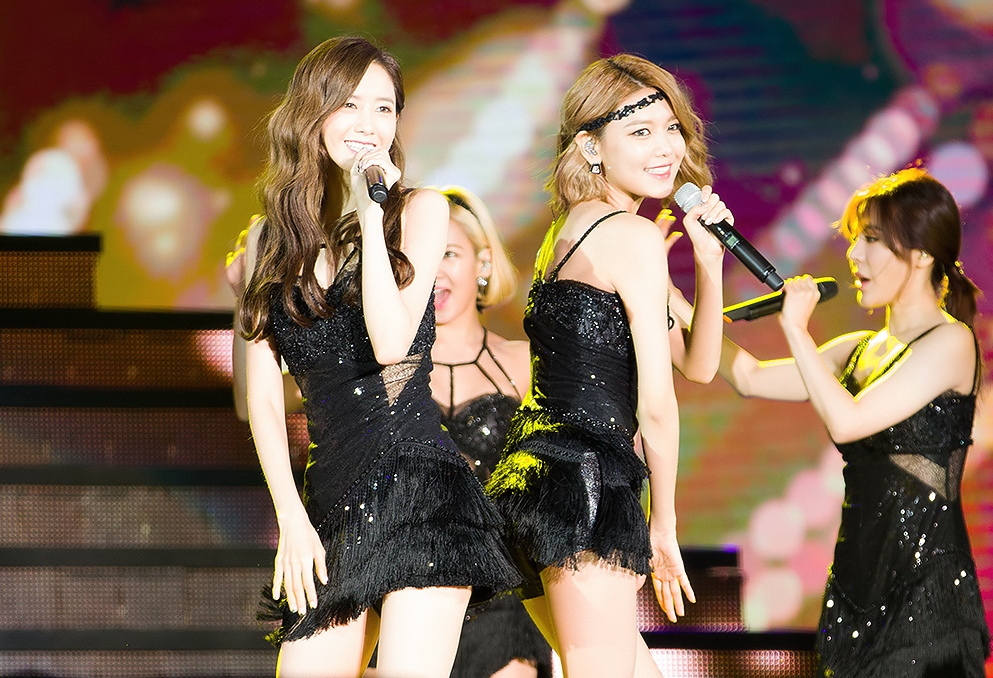
Voona mit Girls’ Generation (2015)

Die südkoreanische Mädchengruppe Girls’ Generation wurde 2007 von S.M. Entertainment gegründet. Yoona war das erste Bandmitglied, das bekanntgegeben und vorgestellt wurde. Die Vorstellungen der acht weiteren Mitglieder erfolgte an den darauffolgenden Tagen. Ihr offizielles Debüt gab die Gruppe am 5. August 2007 in der Musiksendung Inkigayo. Das erste Album Girls’ Generation war das erste einer Girlgroup seit 2002, das sich in Südkorea über 100.000 Mal verkaufte. An diesen Erfolg konnte die Gruppe mit dem folgenden Album und EPs problemlos anknüpfen.
2009 gelang der Gruppe mit dem Titel „Gee“ ein Riesenerfolg. Mit dem Song stellte die Gruppe einen neuen Rekord in der KBS-Sendung Music Bank auf, indem sie neun aufeinanderfolgende Wochen den ersten Platz erreichten.
Am 31. Dezember 2009 wurde Yoona die Ehre zu Teil, die Hauptrolle beim Spezialauftritt von Girls’ Generation und 2PM beim MBC Gayo Daejun zu spielen. Yoona und Taecyeon von 2PM bilden dabei ein Liebespaar während ihres musikalischen Auftrittes im Zuge der K-Pop-Veranstaltung.
Des Weiteren sind Girls’ Generation beliebte Werbeträger und warben unter anderem für Nintendo und die Stadt Seoul. Im August 2010 begann die Gruppe damit, ihre musikalischen Aktivitäten auf Japan auszuweiten.

## Filmografie

### Fernsehen
- 2007: 9 End 2 Outs[18] (9회말 2아웃) … als Sin Ju-yeong (신주영)
- 2008: 천하일색 박정금 (Cheonhailsaek Bakjeonggeum, Woman of Matchless Beauty) als Mi-ae (미애)
- 2008: 너는 내 운명 (Neoneun Nae Unmyeong, You Are My Destiny) … als Jang Sae-byeok (장새벽)
- 2009: Cinderella Man[19] (신데렐라 맨) … als Seo Yu-jin (서유진)
- 2012: Love Rain … als Yoon-hee und Ha-na[20]
- 2013: Prime Minister and I … als Nam Da-Jung
- 2016: The K2 ... als Anna
- 2017: The King in Love … als Eun San und So-hwa
- 2020–2021: Hush … als Lee Ji-soo
- 2023 King the Land … als Cheon Sa-rang

### Filme
- 2017: Confidential Assignment (공조 Gongjo)
- 2019: Exit (엑시트)
- 2021: Miracle (기적)

### Gastauftritte in Musikvideos
- 2004: „마법의 성“ („Mabeobui Seong“) von TVXQ
- 2006: „U“ von Super Junior
- 2006: „열정“ („Yeoljeong“) von The Grace
- 2007: „Marry U“ von Super Junior
- 2008: „Propose“ von Lee Seung-cheol (이승철)
- 2009: „그 녀석의 여자“ („Geu Nyeoseokui Yeoja“) von 24/7

## Auszeichnungen
- 2008
  - KBS Drama Awards: Best New Actress Award und Netizen Award (für Neoneun Nae Unmyeong)
  - Korean Drama Festival: Netizen Popularity Award (für Neoneun Nae Unmyeong)
- 2009
  - 45th BaekSang Arts Awards: Best New Actress und Netizen Popularity Award (für Neoneun Nae Unmyeong)
- 2010
  - 46th BaekSang Arts Awards: Netizen Popularity Award (für Cinderella Man)[21]
- 2012
  - KBS Drama Awards: Netizen Award (für Love Rain)[22]
- 2017
  - Asia Artist Awards: Popularity Award
  - Marianas International Film Festival: Best Popular Asian Actress (für Confidential Assignment)[23]
  - 53rd BaekSang Arts Awards: Most Popular Actress (für Confidential Assignment)[24]
  - Asia Artist Awards: Best Artist Award  (für The King in Love)[25]

- 2018
  - Asian Film Awards: AFA Next Generation Award (für Confidential Assignment)[26]
  - International Film Festival and Awards Macao: Talent Ambassador[27]
  - Soompi Awards: Actress of the Year  (für The King in Love)[28]
  - University Film Festival of Korea: Best Actress Award (für Confidential Assignment)[29]

- 2019
  - Busan International Film Festival: Marie Claire Asia Star Awards: Face of Asia Award[30]
  - Blue Dragon Film Awards: Popular Star Award (für Exit)[31]
  - International Film Festival and Awards Macao: Asian Stars Up Next Award[32]
  - Women in Film Korea Festival: Best New Actress (für Exit)[33]
  - Asia Artist Awards: Best Artist Award, Actress (für Exit)[34]
  - Asia Artist Awards: Best Social Artist, Actress[35]